# یواس‌اس بنینگتون (پی‌جی-۴)
یواس‌اس بنینگتون (پی‌جی-۴) (به انگلیسی: USS Bennington (PG-4)) یک کشتی بود که طول آن ۲۴۴ فوت ۵ اینچ (۷۴٫۵۰ متر) بود. این کشتی در سال ۱۸۹۰ ساخته شد.